# Lorenza Maranini
Lorenza Maranini (Bologna, 10 gennaio 1909 – Pavia, 31 agosto 1998) è stata una linguista italiana.

## Biografia
Figlia di Paolo Maranini, direttore de La scintilla e poi redattore del Lavoro di Genova e de Il Popolo di Trento, e di Rina Melli, fondatrice del giornale Eva, Lorenza Maranini frequentò il liceo classico Parini di Milano per poi iscriversi, nel 1927, alla facoltà di Lettere e Filosofia dell'Università di Milano. Fu allieva di Giuseppe Antonio Borgese e Antonio Banfi, con cui si laureò nel 1932 con una tesi sull'opera di Marcel Proust, pubblicata l'anno seguente con il titolo Proust. Arte e conoscenza. Docente presso li Liceo "Ugo Foscolo" di Pavia fino al 1955, nel 1951 conseguì l'abilitazione alla libera docenza in Letteratura francese. Dallo stesso anno, fino al 1970, ottenne l'incarico di Letteratura francese presso la Facoltà di Lettere e Filosofia dell'Università di Pavia e, a partire dal 1970 fino al 1979, ricoprì tale insegnamento, presso la stessa sede, come professore ordinario. Nella  stessa Università fondò nel 1973 l'Istituto di Francesistica (già sita in Via Bordoni) e ne assunse la direzione.

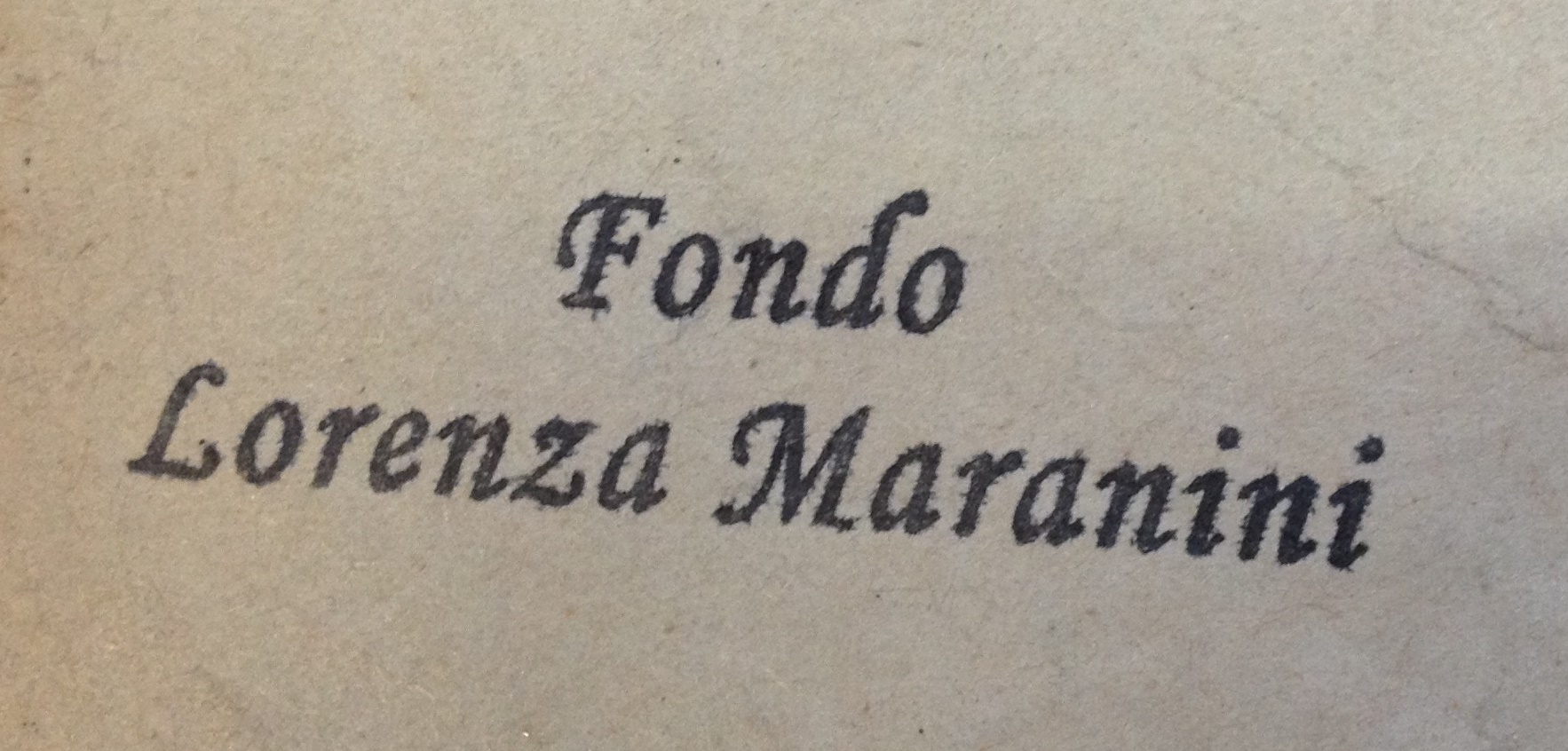
Timbro del Fondo Lorenza Maranini Balconi, Università di Pavia

## Fondo Lorenza Maranini
Dopo la morte di Lorenza Maranini, gli eredi hanno donato all'Università di Pavia una parte consistente della sua biblioteca specialistica personale. Il fondo è giunto all'Università nell'estate del 1999 :  in base alla documentazione ufficiale esso comprendeva originariamente 1380 volumi che sono stati poi vagliati, catalogati e contraddistinti con un timbro dedicato e sono conservati nella Biblioteca di Studi Umanistici.

## Opere
- Morte e commedia di Don Juan, Bologna, Zanichelli, 1937
- Visione e personaggio secondo Flaubert ed altri studi francesi, Padova, Liviana, 1959
- La tragedia del '48 nella struttura dell'Education sentimentale, Pavia, Fusi, 1962
- Personaggi e immagini nell'opera di Chrétien de Troyes, Milano e Varese, Istituto Editoriale Cisalpino, 1966
- Il Teatro francese dalle origini alla fondazione della Comédie francaise, Pavia, Fusi, 1969
- La Commedia in commedia: testi del Seicento francese. Tre pièces: Baro, Gougenot, Scudéry. 1629-1635, Roma, Bulzoni, 1974
- Lo "spazio" di Rimbaud, in Micomégas, gennaio-agosto 1982, pp. 127-153.

Per l'elenco completo delle opere fino al 1982 si veda Giorgetto Giorgi, Lorenza Maranini studiosa e docente, in Studi di cultura francese ed europea in onore di Lorenza Maranini, pp. 13-22.